# Serie B 2018–19
Serie B 2018–19 (được gọi là Serie BKT vì lý do tài trợ ) là mùa giải thứ 87 của Serie B tại Ý kể từ khi thành lập năm 1929.
Tổng cộng có 19 đội đã tranh tài trong mùa giải 2018–19, thay vì 22 đội như bình thường, do có 3 đội bị loại là Bari, Cesena và Avellino. Có 12 đội ở lại từ Serie B mùa giải 2017–18, 4 đội được thăng hạng từ Serie C mùa giải 2017–18 (Livorno, Padova, Lecce, Cosenza) và 3 đội xuống hạng từ Serie A mùa giải 2017–18 (Crotone, Hellas Verona, Benevento).

## Danh sách đội tham dự
| Đội           | Thành phố     | Sân vận động                         | Sức chứa | Mùa giải 2017–18                    |
| ------------- | ------------- | ------------------------------------ | -------- | ----------------------------------- |
| Ascoli        | Ascoli Piceno | Stadio Cino e Lillo Del Duca         | 10.887   | Thứ 18 tại Serie B                  |
| Benevento     | Benevento     | Stadio Ciro Vigorito                 | 17.554   | Thứ 20 tại Serie A                  |
| Brescia       | Brescia       | Stadio Mario Rigamonti               | 16.743   | Thứ 16 tại Serie B                  |
| Carpi         | Carpi         | Stadio Sandro Cabassi                | 5.510    | Thứ 11 tại Serie B                  |
| Cittadella    | Cittadella    | Stadio Pier Cesare Tombolato         | 7.623    | Thứ 6 tại Serie B                   |
| Cosenza       | Cosenza       | Stadio San Vito-Gigi Marulla         | 24.209   | Thứ 5 tại Serie C/C, thắng play-off |
| Cremonese     | Cremona       | Stadio Giovanni Zini                 | 20.641   | Thứ 14 tại Serie B                  |
| Crotone       | Crotone       | Stadio Ezio Scida                    | 16.547   | Thứ 18 tại Serie A                  |
| Foggia        | Foggia        | Stadio Pino Zaccheria                | 16.798   | Thứ 9 tại Serie B                   |
| Hellas Verona | Verona        | Sân vận động Marc'Antonio Bentegodi  | 38.402   | Thứ 19 tại Serie A                  |
| Lecce         | Lecce         | Stadio Via del Mare                  | 40.670   | Vô địch Serie C/C                   |
| Livorno       | Livorno       | Stadio Armando Picchi                | 19.238   | Vô địch Serie C/A                   |
| Padova        | Padua         | Stadio Euganeo                       | 19.740   | Vô địch Serie C/B                   |
| Palermo       | Palermo       | Sân vận động Renzo Barbera           | 36.349   | Thứ 4 tại Serie B                   |
| Perugia       | Perugia       | Stadio Renato Curi                   | 23.125   | Thứ 8 tại Serie B                   |
| Pescara       | Pescara       | Stadio Adriatico-Giovanni Cornacchia | 20.515   | Thứ 17 tại Serie B                  |
| Salernitana   | Salerno       | Stadio Arechi                        | 31.300   | Thứ 12 tại Serie B                  |
| Spezia        | La Spezia     | Stadio Alberto Picco                 | 10.290   | Thứ 10 tại Serie B                  |
| Venezia       | Venice        | Stadio Pierluigi Penzo               | 7.450    | Thứ 5 tại Serie B                   |

### Số đội theo khu vực
| Số đội | Vùng           | Đội bóng                                     |
| ------ | -------------- | -------------------------------------------- |
| 4      | Veneto         | Cittadella, Hellas Verona, Padova và Venezia |
| 2      | Apulia         | Foggia và Lecce                              |
| 2      | Calabria       | Cosenza và Crotone                           |
| 2      | Campania       | Benevento và Salernitana                     |
| 2      | Lombardy       | Brescia và Cremonese                         |
| 1      | Abruzzo        | Pescara                                      |
| 1      | Emilia-Romagna | Carpi                                        |
| 1      | Liguria        | Spezia                                       |
| 1      | Marche         | Ascoli                                       |
| 1      | Sicily         | Palermo                                      |
| 1      | Tuscany        | Livorno                                      |
| 1      | Umbria         | Perugia                                      |

## Nhân sự và trang phục
| Đội           | Chủ tịch                                                                                        | Huấn luyện viên | Trang phục      | Tài trợ      |
| ------------- | ----------------------------------------------------------------------------------------------- | --- | --------------- | ------------ |
| Ascoli        | Giuliano Tosti                                                                                  | Vincenzo Vivarini | Nike            |              |
| Benevento     | Oreste Vigorito                                                                                 | Cristian Bucchi | FG Sport        |              |
| Brescia       | Massimo Cellino                                                                                 | David Suazo (đến 18 tháng 9 năm 2018) Eugenio Corini (từ 18 tháng 9 năm 2018) | Acerbis         |              |
| Carpi         | Claudio Caliumi                                                                                 | Marcello Chezzi (đến 18 tháng 9 năm 2018) Fabrizio Castori (từ 18 tháng 9 năm 2018) | Givova          |              |
| Cittadella    | Andrea Gabrielli                                                                                | Roberto Venturato | Boxeur Des Rues |              |
| Cosenza       | Eugenio Guarascio                                                                               | Piero Braglia | Legea           |              |
| Cremonese     | Paolo Rossi                                                                                     | Andrea Mandorlini (đến 4 tháng 11 năm 2018) Massimo Rastelli (từ 5 tháng 11 năm 2018) | Garman          |              |
| Crotone       | Gianni Vrenna                                                                                   | Giovanni Stroppa (đến 29 tháng 10 năm 2018) Ivan Moschella (tạm quyền, 29 tháng 10–1 tháng 11 năm 2018) Massimo Oddo (1 tháng 11–28 tháng 12 năm 2018) Giovanni Stroppa (từ 28 tháng 12 năm 2018)              | Zeus            |              |
| Foggia        | Lucio Fares                                                                                     | Gianluca Grassadonia (đến 11 tháng 12 năm 2018) Gaetano Pavone (tạm quyền, 11–18 tháng 12 năm 2018) Pasquale Padalino (18 tháng 12 năm 2018–10 tháng 3 năm 2019) Gianluca Grassadonia (từ 11 tháng 3 năm 2019) | Nike            |              |
| Hellas Verona | Maurizio Setti                                                                                  | Fabio Grosso (đến 1 tháng 5 năm 2019) Alfredo Aglietti (từ 1 tháng 5 năm 2019) | Macron          |              |
| Lecce         | Saverio Sticchi Damiani                                                                         | Fabio Liverani | M908            | MOBY, Maffei |
| Livorno       | Aldo Spinelli                                                                                   | Cristiano Lucarelli (đến 6 tháng 11 năm 2018) Roberto Breda (từ 7 tháng 11 năm 2018) | Legea           |              |
| Padova        | Roberto Bonetto                                                                                 | Pierpaolo Bisoli (đến 6 tháng 11 năm 2018) Claudio Foscarini (6 tháng 11–28 tháng 12 năm 2018) Pierpaolo Bisoli (28 tháng 12 năm 2018–18 tháng 3 năm 2019) Matteo Centurioni (từ 18 tháng 3 năm 2019)          | Kappa           |              |
| Palermo       | Clive Richardson (29 tháng 12 năm 2018–4 tháng 2 năm 2019) Rino Foschi (từ 14 tháng 2 năm 2019) | Bruno Tedino (đến 26 tháng 9 năm 2018) Roberto Stellone (26 tháng 9 năm 2018–23 tháng 4 năm 2019) Delio Rossi (từ 24 tháng 4 năm 2019)                                                                         | Legea           | Unieuro      |
| Perugia       | Massimiliano Santopadre                                                                         | Alessandro Nesta | FG Sport        |              |
| Pescara       | Daniele Sebastiani                                                                              | Giuseppe Pillon | Erreà           |              |
| Salernitana   | Marco Mezzaroma Claudio Lotito                                                                  | Stefano Colantuono (đến 18 tháng 12 năm 2018) Angelo Gregucci (từ 20 tháng 12 năm 2018) | Givova          |              |
| Spezia        | Andrea Corradino                                                                                | Pasquale Marino | Acerbis         |              |
| Venezia       | Joe Tacopina                                                                                    | Stefano Vecchi (đến 11 tháng 10 năm 2018) Walter Zenga (11 tháng 10 năm 2018–5 tháng 3 năm 2019) Serse Cosmi (từ 5 tháng 3 năm 2019)                                                                           | Nike            |              |

### Thay đổi huấn luyện giên
| Đội           | HLV đi               | Nguyên nhân         | Ngày rời đội            | Vị trí trên BXH | Thay thế bởi               | Ngày bổ nhiệm            |
| ------------- | -------------------- | ------------------- | ----------------------- | --------------- | -------------------------- | ------------------------ |
| Ascoli        | Serse Cosmi          | Sa thải             | Mùa trước               | Mùa trước       | Vincenzo Vivarini          | Mùa trước                |
| Benevento     | Roberto De Zerbi     | Hết hạn hợp đồng    | Mùa trước               | Mùa trước       | Christian Bucchi           | Mùa trước                |
| Brescia       | Ivo Pulga            | Hết hạn hợp đồng    | Mùa trước               | Mùa trước       | David Suazo                | Mùa trước                |
| Carpi         | Antonio Calabro      | Hết hạn hợp đồng    | Mùa trước               | Mùa trước       | Marcello Chezzi            | Mùa trước                |
| Crotone       | Walter Zenga         | Đồng thuận          | Mùa trước               | Mùa trước       | Giovanni Stroppa           | Mùa trước                |
| Foggia        | Giovanni Stroppa     | Chuyển sang Crotone | Mùa trước               | Mùa trước       | Gianluca Grassadonia       | Mùa trước                |
| Livorno       | Andrea Sottil        | Đồng thuận          | Mùa trước               | Mùa trước       | Cristiano Lucarelli        | Mùa trước                |
| Palermo       | Roberto Stellone     | Đồng thuận          | Mùa trước               | Mùa trước       | Bruno Tedino               | Mùa trước                |
| Spezia        | Fabio Gallo          | Hết hạn hợp đồng    | Mùa trước               | Mùa trước       | Pasquale Marino            | Mùa trước                |
| Hellas Verona | Fabio Pecchia        | Hết hạn hợp đồng    | Mùa trước               | Mùa trước       | Fabio Grosso               | Mùa trước                |
| Venezia       | Filippo Inzaghi      | Hết hạn hợp đồng    | Mùa trước               | Mùa trước       | Stefano Vecchi             | Mùa trước                |
| Brescia       | David Suazo          | Sa thải             | 18 tháng 9 năm 2018     | 15              | Eugenio Corini             | 18 tháng 9 năm 2018      |
| Carpi         | Marcello Chezzi      | Đồng thuận          | 18 tháng 9 năm 2018     | 18              | Fabrizio Castori           | 18 tháng 9 năm 2018      |
| Palermo       | Bruno Tedino         | Sa thải             | 26 tháng 9 năm 2018     | 7               | Roberto Stellone           | 26 tháng 9 năm 2018      |
| Venezia       | Stefano Vecchi       | Sa thải             | 11 tháng 10 năm 2018    | 16              | Walter Zenga               | 11 tháng 10 năm 2018     |
| Crotone       | Giovanni Stroppa     | Sa thải             | 29 tháng 10 năm 2018    | 11              | Ivan Moschella (tạm quyền) | 29 tháng 10 năm 2018     |
| Crotone       | Ivan Moschella       | Hết hạn tạm quyền   | 1 tháng 11 năm 2018     | 12              | Massimo Oddo               | 1 tháng 11 năm 2018      |
| Cremonese     | Andrea Mandorlini    | Sa thải             | 4 tháng 11 năm 2018     | 12              | Massimo Rastelli           | 5 tháng 11 năm 2018      |
| Padova        | Pierpaolo Bisoli     | Sa thải             | 6 tháng 11 năm 2018     | 16              | Claudio Foscarini          | 6 tháng 11 năm 2018      |
| Livorno       | Cristiano Lucarelli  | Sa thải             | 6 tháng 11 năm 2018     | 19              | Roberto Breda              | 7 tháng 11 năm 2018      |
| Foggia        | Gianluca Grassadonia | Sa thải             | 11 tháng 12 năm 2018    | 18              | Gaetano Pavone (tạm quyền) | 11 tháng 12 năm 2018     |
| Foggia        | Gaetano Pavone       | Hết hạn tạm quyền   | 18 tháng 12 năm 2018    | 17              | Pasquale Padalino          | 18 tháng 12 năm 2018     |
| Salernitana   | Stefano Colantuono   | Từ chức             | 18 tháng 12 năm 2018    | 10              | Angelo Gregucci            | 20 tháng 12 năm 2018     |
| Crotone       | Massimo Oddo         | Từ chức             | 28 tháng 12 năm 2018    | 14              | Giovanni Stroppa           | 28 tháng 12 năm 2018     |
| Padova        | Claudio Foscarini    | Sa thải             | 28 Tháng 12 năm 2018    | 19              | Pierpaolo Bisoli           | 28 Tháng 12 năm 2018     |
| Venezia       | Walter Zenga         | Sa thải             | ngày 5 tháng 3 năm 2019 | 16              | Serse Cosmi                | 5 tháng 3 năm 2019       |
| Foggia        | Pasquale Padalino    | Sa thải             | 10 tháng 3 năm 2019     | 17              | Gianluca Grassadonia       | ngày 11 tháng 3 năm 2019 |
| Padova        | Pierpaolo Bisoli     | Sa thải             | 18 tháng 3 năm 2019     | 18              | Matteo Centurioni          | 18 tháng 3 năm 2019      |
| Palermo       | Roberto Stellone     | Sa thải             | 23 Tháng 4 năm 2019     | 3               | Delio Rossi                | 24 Tháng 4 năm 2019      |
| Hellas Verona | Fabio Grosso         | Sa thải             | 1 Tháng 5 năm 2019      | 6               | Alfredo Aglietti           | 1 Tháng 5 năm 2019       |

## Bảng xếp hạng
| VT | Đội                  | ST | T  | H  | B  | BT | BB | HS  | Đ  | Thăng hạng, giành quyền tham dự hoặc xuống hạng         |
| -- | -------------------- | -- | -- | -- | -- | -- | -- | --- | -- | ------------------------------------------------------- |
| 1  | Brescia (C, P)       | 36 | 18 | 13 | 5  | 69 | 42 | +27 | 67 | Thăng hạng đến Serie A                                  |
| 2  | Lecce (P)            | 36 | 19 | 9  | 8  | 66 | 45 | +21 | 66 | Thăng hạng đến Serie A                                  |
| 3  | Benevento            | 36 | 17 | 9  | 10 | 61 | 45 | +16 | 60 | Vào vòng play-off thăng hạng                            |
| 4  | Pescara              | 36 | 14 | 13 | 9  | 50 | 46 | +4  | 55 | Vào vòng play-off thăng hạng                            |
| 5  | Hellas Verona (O, P) | 36 | 13 | 13 | 10 | 49 | 46 | +3  | 52 | Vào vòng play-off thăng hạng                            |
| 6  | Spezia               | 36 | 14 | 9  | 13 | 53 | 46 | +7  | 51 | Vào vòng play-off thăng hạng                            |
| 7  | Cittadella           | 36 | 12 | 15 | 9  | 49 | 38 | +11 | 51 | Vào vòng play-off thăng hạng                            |
| 8  | Perugia              | 36 | 14 | 8  | 14 | 49 | 49 | 0   | 50 | Vào vòng play-off thăng hạng                            |
| 9  | Cremonese            | 36 | 12 | 13 | 11 | 37 | 33 | +4  | 49 |                                                         |
| 10 | Cosenza              | 36 | 11 | 13 | 12 | 34 | 42 | −8  | 46 |                                                         |
| 11 | Palermo (R)          | 36 | 16 | 15 | 5  | 57 | 38 | +19 | 43 | Bị tước giấy phép chuyên nghiệp, xuống hạng đến Serie D |
| 12 | Crotone              | 36 | 11 | 10 | 15 | 40 | 42 | −2  | 43 |                                                         |
| 13 | Ascoli               | 36 | 10 | 13 | 13 | 40 | 56 | −16 | 43 |                                                         |
| 14 | Livorno              | 36 | 9  | 12 | 15 | 38 | 51 | −13 | 39 |                                                         |
| 15 | Venezia              | 36 | 8  | 14 | 14 | 35 | 46 | −11 | 38 | Vào vòng play-out xuống hạng                            |
| 16 | Salernitana (O)      | 36 | 10 | 8  | 18 | 41 | 57 | −16 | 38 | Vào vòng play-out xuống hạng                            |
| 17 | Foggia (R)           | 36 | 10 | 13 | 13 | 44 | 49 | −5  | 37 | Bị tước giấy phép chuyên nghiệp, xuống hạng đến Serie D |
| 18 | Padova (R)           | 36 | 5  | 16 | 15 | 36 | 49 | −13 | 31 | Xuống hạng đến Serie C                                  |
| 19 | Carpi (R)            | 36 | 7  | 8  | 21 | 39 | 67 | −28 | 29 | Xuống hạng đến Serie C                                  |

1. ↑  Nếu đội xếp thứ 3 có nhiều hơn 15 điểm hoặc hơn so với đội xếp thứ 4, đội thứ 3 sẽ được thăng hạng lên Serie A mà không phải đá play-off.
2. 1 2  Spezia thắng Cittadella sau 2 lượt: Spezia 1–0 Cittadella, Cittadella 0–1 Spezia.
3. ↑  Palermo bị trừ 20 điểm vì vi phạm về tài chính và phải xuống hạng Serie C mùa 2019-20, và bị loại khỏi Serie B mùa 2019–20 vào ngày 12 tháng 7 năm 2019.
4. 1 2 3  Điểm số đối đầu: Palermo: 9 điểm; Crotone: 6 điểm; Ascoli 3 điểm.
5. ↑  Venezia được ở lại Serie B sau khi Palermo bị loại khỏi giải.
6. 1 2  Tỷ số đối đầu Venezia và Salernitana: Venezia 1–0 Salernitana, Salernitana 1–1 Venezia.
7. ↑  Nếu đội xếp thứ 15 có nhiều hơn 5 điểm hoặc hơn so với đội xếp thứ 16, đội xếp thứ 15 sẽ được ở lại Serie C mà không phải đá play-off.
8. ↑  Foggia bị trừ 6 điểm vì vi phạm về công tác quản lý và phải xuống hạng Serie C mùa 2019-20, và bị loại khỏi Serie B mùa 2019–20 vào ngày 12 tháng 7 năm 2019.

### Vị trí trên BXH theo vòng đấu
| Đội ╲ Vòng    | 1       | 2  | 3  | 4  | 5  | 6  | 7  | 8  | 9  | 10 | 11 | 12 | 13 | 14 | 15 | 16 | 17 | 18 | 19 | 20 | 21 | 22 | 23 | 24 | 25 | 26 | 27 | 28 | 29 | 30 | 31 | 32 | 33 | 34 | 35 | 36 | 37 | 38 |   |
| ------------- | ------- | -- | -- | -- | -- | -- | -- | -- | -- | -- | -- | -- | -- | -- | -- | -- | -- | -- | -- | -- | -- | -- | -- | -- | -- | -- | -- | -- | -- | -- | -- | -- | -- | -- | -- | -- | -- | -- | - |
| Đội ╲ Vòng    | Brescia | 6  | 15 | 15 | 14 | 8  | 10 | 9  | 10 | 6  | 8  | 8  | 6  | 8  | 5  | 4  | 2  | 3  | 2  | 2  | 2  | 2  | 1  | 1  | 1  | 1  | 1  | 1  | 1  | 1  | 1  | 1  | 1  | 1  | 1  | 1  | 1  | 1  | 1 |
| Lecce         | 4       | 8  | 14 | 9  | 6  | 6  | 3  | 6  | 8  | 5  | 7  | 5  | 3  | 2  | 2  | 3  | 2  | 4  | 5  | 4  | 3  | 3  | 4  | 4  | 6  | 4  | 6  | 4  | 4  | 2  | 2  | 2  | 2  | 2  | 2  | 2  | 2  | 2  |   |
| Benevento     | 3       | 12 | 9  | 5  | 3  | 3  | 8  | 4  | 3  | 6  | 6  | 8  | 5  | 6  | 7  | 7  | 7  | 6  | 6  | 6  | 6  | 5  | 3  | 3  | 4  | 2  | 4  | 6  | 6  | 6  | 6  | 4  | 4  | 4  | 4  | 4  | 4  | 3  |   |
| Pescara       | 12      | 3  | 7  | 4  | 2  | 2  | 1  | 1  | 1  | 1  | 1  | 2  | 2  | 4  | 3  | 4  | 6  | 5  | 3  | 3  | 4  | 4  | 5  | 5  | 3  | 5  | 3  | 5  | 5  | 5  | 5  | 6  | 5  | 5  | 5  | 5  | 5  | 4  |   |
| Hellas Verona | 9       | 14 | 2  | 1  | 1  | 1  | 2  | 2  | 2  | 3  | 3  | 7  | 7  | 9  | 6  | 6  | 5  | 3  | 4  | 5  | 5  | 6  | 7  | 6  | 5  | 6  | 5  | 3  | 3  | 4  | 4  | 5  | 6  | 6  | 6  | 6  | 9  | 5  |   |
| Spezia        | 16      | 6  | 13 | 8  | 11 | 8  | 4  | 7  | 9  | 9  | 11 | 12 | 9  | 12 | 9  | 9  | 10 | 9  | 7  | 7  | 9  | 7  | 6  | 7  | 7  | 7  | 8  | 9  | 8  | 9  | 8  | 9  | 7  | 7  | 7  | 7  | 6  | 6  |   |
| Cittadella    | 1       | 1  | 1  | 2  | 5  | 5  | 7  | 8  | 5  | 7  | 5  | 4  | 4  | 3  | 5  | 5  | 4  | 7  | 8  | 8  | 7  | 8  | 8  | 10 | 8  | 10 | 9  | 7  | 9  | 8  | 9  | 7  | 8  | 8  | 8  | 9  | 7  | 7  |   |
| Perugia       | 11      | 2  | 8  | 12 | 14 | 13 | 11 | 13 | 13 | 13 | 10 | 9  | 10 | 8  | 8  | 8  | 8  | 8  | 9  | 10 | 8  | 9  | 9  | 8  | 9  | 8  | 7  | 8  | 7  | 7  | 7  | 8  | 9  | 9  | 9  | 10 | 10 | 8  |   |
| Cremonese     | 8       | 9  | 5  | 6  | 4  | 4  | 6  | 9  | 10 | 11 | 12 | 10 | 12 | 11 | 11 | 13 | 13 | 13 | 12 | 12 | 11 | 11 | 11 | 11 | 13 | 13 | 13 | 13 | 13 | 13 | 11 | 11 | 12 | 12 | 10 | 8  | 8  | 9  |   |
| Cosenza       | 7       | 13 | 16 | 16 | 17 | 17 | 18 | 14 | 14 | 15 | 15 | 16 | 15 | 14 | 14 | 14 | 14 | 14 | 14 | 14 | 14 | 14 | 14 | 12 | 11 | 11 | 11 | 11 | 11 | 11 | 13 | 12 | 11 | 11 | 12 | 11 | 11 | 10 |   |
| Palermo       | 13      | 10 | 6  | 3  | 7  | 9  | 5  | 3  | 4  | 2  | 2  | 1  | 1  | 1  | 1  | 1  | 1  | 1  | 1  | 1  | 1  | 2  | 2  | 2  | 2  | 3  | 2  | 2  | 2  | 3  | 3  | 3  | 3  | 3  | 3  | 3  | 3  | 11 |   |
| Crotone       | 18      | 5  | 3  | 7  | 9  | 11 | 12 | 11 | 11 | 12 | 14 | 14 | 14 | 15 | 15 | 15 | 16 | 17 | 18 | 19 | 16 | 16 | 17 | 17 | 18 | 17 | 17 | 16 | 16 | 14 | 14 | 14 | 14 | 14 | 14 | 13 | 13 | 12 |   |
| Ascoli        | 5       | 16 | 10 | 13 | 12 | 12 | 13 | 12 | 12 | 10 | 9  | 11 | 11 | 10 | 12 | 10 | 11 | 11 | 10 | 11 | 13 | 13 | 13 | 14 | 12 | 12 | 12 | 12 | 12 | 12 | 10 | 10 | 10 | 10 | 11 | 12 | 12 | 13 |   |
| Livorno       | 15      | 17 | 17 | 17 | 18 | 18 | 19 | 19 | 19 | 18 | 19 | 19 | 19 | 19 | 19 | 19 | 18 | 16 | 16 | 17 | 18 | 18 | 16 | 16 | 15 | 16 | 15 | 14 | 14 | 15 | 15 | 17 | 17 | 16 | 16 | 15 | 15 | 14 |   |
| Venezia       | 2       | 7  | 12 | 15 | 16 | 15 | 16 | 16 | 16 | 14 | 13 | 13 | 13 | 13 | 13 | 11 | 12 | 12 | 13 | 13 | 12 | 12 | 12 | 13 | 14 | 14 | 16 | 15 | 15 | 16 | 16 | 16 | 15 | 15 | 15 | 16 | 17 | 15 |   |
| Salernitana   | 14      | 11 | 4  | 10 | 10 | 7  | 10 | 5  | 7  | 4  | 4  | 3  | 6  | 7  | 10 | 12 | 9  | 10 | 11 | 9  | 10 | 10 | 10 | 9  | 10 | 9  | 10 | 10 | 10 | 10 | 12 | 13 | 13 | 13 | 13 | 14 | 14 | 16 |   |
| Foggia        | 19      | 19 | 19 | 19 | 19 | 19 | 17 | 18 | 17 | 17 | 17 | 17 | 18 | 18 | 18 | 17 | 17 | 18 | 17 | 16 | 15 | 15 | 15 | 15 | 16 | 15 | 14 | 17 | 17 | 17 | 17 | 15 | 16 | 17 | 17 | 17 | 16 | 17 |   |
| Padova        | 10      | 4  | 11 | 11 | 13 | 14 | 14 | 15 | 15 | 16 | 16 | 15 | 16 | 16 | 16 | 18 | 19 | 19 | 19 | 18 | 19 | 19 | 19 | 18 | 19 | 19 | 19 | 18 | 18 | 18 | 18 | 19 | 19 | 19 | 19 | 19 | 18 | 18 |   |
| Carpi         | 17      | 18 | 18 | 18 | 15 | 16 | 15 | 17 | 18 | 19 | 18 | 18 | 17 | 17 | 17 | 16 | 15 | 15 | 15 | 15 | 17 | 17 | 18 | 19 | 17 | 18 | 18 | 19 | 19 | 19 | 19 | 18 | 18 | 18 | 18 | 18 | 19 | 19 |   |

## Kết quả các trận
| Nhà \ Khách   | ASC | BEN | BRE | CAR | CIT | COS | CRE | CRO | FOG | VER | LEC | LIV | PAD | PAL | PER | PES | SAL | SPE | VEN |
| ------------- | --- | --- | --- | --- | --- | --- | --- | --- | --- | --- | --- | --- | --- | --- | --- | --- | --- | --- | --- |
| Ascoli        | —   | 2–2 | 1–1 | 1–0 | 1–1 | 1–1 | 0–0 | 3–2 | 2–2 | 1–0 | 1–0 | 1–1 | 2–3 | 1–2 | 0–3 | 2–1 | 2–4 | 3–1 | 1–0 |
| Benevento     | 1–2 | —   | 1–1 | 3–1 | 1–0 | 4–2 | 2–1 | 3–0 | 1–3 | 0–1 | 3–3 | 1–0 | 3–3 | 1–2 | 2–1 | 2–1 | 4–0 | 2–3 | 3–0 |
| Brescia       | 1–0 | 2–3 | —   | 3–1 | 0–1 | 1–0 | 3–2 | 2–0 | 2–1 | 4–2 | 2–1 | 2–0 | 4–1 | 2–1 | 1–1 | 1–1 | 3–0 | 4–4 | 2–0 |
| Carpi         | 1–1 | 2–2 | 1–1 | —   | 0–1 | 1–1 | 1–2 | 1–2 | 0–2 | 1–1 | 0–1 | 1–4 | 2–1 | 0–3 | 0–1 | 0–0 | 3–2 | 3–2 | 2–3 |
| Cittadella    | 2–2 | 0–1 | 2–2 | 3–1 | —   | 2–0 | 1–3 | 3–0 | 1–1 | 3–0 | 4–1 | 4–0 | 1–1 | 0–1 | 2–2 | 4–1 | 3–1 | 0–1 | 3–2 |
| Cosenza       | 0–0 | 0–0 | 2–3 | 1–0 | 2–0 | —   | 2–0 | 1–0 | 2–0 | 0–3 | 2–3 | 1–1 | 2–1 | 1–1 | 1–1 | 1–1 | 0–0 | 1–0 | 1–1 |
| Cremonese     | 0–1 | 1–0 | 0–0 | 1–2 | 0–0 | 2–0 | —   | 1–0 | 1–0 | 1–1 | 2–0 | 1–0 | 0–0 | 2–0 | 4–0 | 1–1 | 0–0 | 2–0 | 0–1 |
| Crotone       | 3–0 | 1–0 | 2–2 | 1–1 | 0–0 | 0–1 | 0–0 | —   | 4–1 | 1–2 | 2–2 | 1–1 | 2–1 | 3–0 | 2–0 | 0–2 | 1–1 | 0–3 | 1–1 |
| Foggia        | 3–2 | 1–1 | 2–2 | 4–2 | 1–1 | 1–0 | 3–1 | 0–2 | —   | 2–2 | 2–2 | 2–2 | 2–1 | 1–2 | 1–0 | 1–1 | 3–1 | 1–0 | 1–1 |
| Hellas Verona | 1–1 | 0–3 | 2–2 | 4–1 | 4–0 | 2–2 | 1–1 | 1–1 | 2–1 | —   | 0–2 | 2–3 | 1–1 | 1–1 | 2–1 | 3–1 | 1–0 | 2–1 | 1–0 |
| Lecce         | 7–0 | 1–1 | 1–0 | 4–1 | 1–1 | 3–1 | 2–0 | 1–0 | 1–0 | 2–1 | —   | 3–2 | 3–2 | 1–2 | 0–0 | 2–0 | 2–2 | 2–1 | 2–1 |
| Livorno       | 1–0 | 2–1 | 0–1 | 1–0 | 0–0 | 2–0 | 1–3 | 0–1 | 3–1 | 0–0 | 0–3 | —   | 1–1 | 2–2 | 2–3 | 0–0 | 1–0 | 1–3 | 1–0 |
| Padova        | 1–2 | 0–1 | 1–1 | 0–1 | 0–0 | 0–0 | 1–1 | 0–0 | 1–1 | 3–0 | 2–1 | 1–1 | —   | 1–3 | 0–1 | 2–2 | 0–0 | 0–0 | 1–0 |
| Palermo       | 3–0 | 0–0 | 1–1 | 4–1 | 2–2 | 2–1 | 2–2 | 1–0 | 0–0 | 1–0 | 2–1 | 1–1 | 1–1 | —   | 4–1 | 3–0 | 1–2 | 2–2 | 1–1 |
| Perugia       | 2–0 | 2–4 | 0–2 | 0–1 | 0–0 | 0–1 | 3–1 | 2–1 | 3–0 | 1–2 | 1–2 | 3–1 | 3–2 | 1–2 | —   | 2–1 | 3–1 | 1–1 | 1–0 |
| Pescara       | 1–1 | 2–1 | 1–5 | 2–0 | 0–1 | 1–1 | 0–0 | 2–1 | 1–0 | 1–1 | 4–2 | 2–1 | 2–0 | 3–2 | 1–1 | —   | 2–0 | 2–0 | 1–0 |
| Salernitana   | 1–1 | 0–1 | 1–3 | 2–5 | 4–2 | 1–2 | 2–0 | 0–2 | 1–0 | 1–0 | 1–2 | 3–1 | 3–0 | 0–0 | 2–1 | 2–4 | —   | 1–0 | 1–1 |
| Spezia        | 3–2 | 3–1 | 3–2 | 2–1 | 1–0 | 4–0 | 2–0 | 2–0 | 0–0 | 1–2 | 1–1 | 3–0 | 0–2 | 1–1 | 1–1 | 1–3 | 2–1 | —   | 1–1 |
| Venezia       | 1–0 | 2–3 | 2–1 | 1–1 | 1–1 | 0–1 | 1–1 | 1–4 | 1–0 | 1–1 | 1–1 | 1–1 | 2–1 | 1–1 | 2–3 | 2–2 | 1–0 | 1–0 | —   |

## Play-off thăng hạng
Sáu đội sẽ thi đấu play-off tùy vào khác biệt điểm số giữa đội xếp thứ 3 và 4. Play-off bắt đầu bằng một vòng sơ loại giữa các đội xếp thứ 5 đến 8, tại sân nhà của đội xếp cao hơn. 2 đội thắng vòng sơ loại sẽ đấu với đội xếp thứ 3 và 4 tại 2 lượt bán kết. 2 đội thắng tại bán kết sẽ đấu 2 lượt chung kết để xác định đội thăng hạng Serie A. Đội xếp thứ hạng cao hơn được đá trận lượt về trên sân nhà.
|  | Sơ loại | Sơ loại              | Sơ loại |  |  | Bán kết | Bán kết       | Bán kết | Bán kết | Bán kết |  |  | Chung kết | Chung kết     | Chung kết | Chung kết | Chung kết |
|  |         |                      |         |  |  |         |               |         |         |         |  |  |           |               |           |           |           |
|  |         |                      |         |  |  | 7       | Cittadella    | 1       | 3       | 4       |  |  |           |               |           |           |           |
|  | 6       | Spezia               | 1       |  |  | 3       | Benevento     | 2       | 0       | 2       |  |  |           |               |           |           |           |
|  | 7       | Cittadella           | 2       |  |  |         |               |         |         |         |  |  | 7         | Cittadella    | 2         | 0         | 2         |
|  |         |                      |         |  |  |         |               |         |         |         |  |  | 5         | Hellas Verona | 0         | 3         | 3         |
|  |         |                      |         |  |  | 5       | Hellas Verona | 0       | 1       | 1       |  |  |           |               |           |           |           |
|  | 5       | Hellas Verona (h.p.) | 4       |  |  | 4       | Pescara       | 0       | 0       | 0       |  |  |           |               |           |           |           |
|  | 8       | Perugia              | 1       |  |  |         |               |         |         |         |  |  |           |               |           |           |           |

### Vòng sơ loại
| 17 tháng 5 năm 2019 | Spezia                       | 1–2      | Cittadella                                                 | La Spezia                                                                              |  |
| 21:00 CEST (UTC+2)  | Maggiore 52' · Da Cruz 90+4' | Chi tiết | 22', 66' Moncini · 29' Siega · 34' Panico · 45+1' Branca · | Sân vận động: Stadio Alberto Picco Lượng khán giả: 7,442 Trọng tài: Francesco Fourneau |  |

| 18 tháng 5 năm 2019 | Hellas Verona                                                                        | 4–1 (s.h.p.) | Perugia                                                                  | Verona                                                                                            |  |
| 21:00 CEST (UTC+2)  | Faraoni 16' · Empereur 27' 101' · Di Carmine 41' · Laribi 99' · Pazzini 118', 120+1' | Chi tiết     | 11' Dragomir · 34' 64' Kouan · 89' (ph.đ.) Vido · 104' Verre · 108' Rosi | Sân vận động: Sân vận động Marc'Antonio Bentegodi Lượng khán giả: 10.234 Trọng tài: Ivano Pezzuto |  |

### Bán kết

#### Lượt đi
| 21 tháng 5 năm 2019 | Cittadella       | 1–2      | Benevento                                                           | Cittadella                                                                                  |  |
| 21:00 CEST (UTC+2)  | Proia 5' 50' 10' | Chi tiết | 60' Tello · 76' Insigne · 78' Buonaiuto · 83' Coda · 88' Armenteros | Sân vận động: Stadio Pier Cesare Tombolato Lượng khán giả: 6,250 Trọng tài: Davide Ghersini |  |

| 22 tháng 5 năm 2019 | Hellas Verona | 0–0      | Pescara                 | Verona                                                                                              |  |
| 21:00 CEST (UTC+2)  | Danzi 90'     | Chi tiết | 14' Pinto · 90+3' Bruno | Sân vận động: Sân vận động Marc'Antonio Bentegodi Lượng khán giả: 11.308 Trọng tài: Livio Marinelli |  |

#### Lượt về
| 25 tháng 5 năm 2019 | Benevento                     | 0–3 (TTS 2–4) | Cittadella                                                                          | Benevento                                                                             |  |
| 21:00 CEST (UTC+2)  | Insigne 62' · Caldirola 90+1' | Chi tiết      | 12' Adorni · 36' 62' Diaw · 38' 44' Panico · 54' Moncini · 58' Branca · 61' Paleari | Sân vận động: Stadio Ciro Vigorito Lượng khán giả: 10,669 Trọng tài: Juan Luca Sacchi |  |

| 26 tháng 5 năm 2019 | Pescara                                                | 0–1 (TTS 0–1) | Hellas Verona                                                 | Pescara                                                                             |  |
| 21:00 CEST (UTC+2)  | Perrotta 71' · Scognamiglio 73' 90+2' · Del Grosso 84' | Chi tiết      | 27' Colombatto · 55' Henderson · 74' (ph.đ.) 90+4' Di Carmine | Sân vận động: Stadio Adriatico Lượng khán giả: 11,165 Trọng tài: Eugenio Abbattista |  |

### Chung kết

#### Lượt đi
| 30 tháng 5 năm 2019 | Cittadella   | 2–0      | Hellas Verona               | Cittadella                                                                               |  |
| 21:00 CEST (UTC+2)  | Diaw 6', 80' | Chi tiết | 63' Vitale · 67' Colombatto | Sân vận động: Stadio Pier Cesare Tombolato Lượng khán giả: 7,623 Trọng tài: Antonio Giua |  |

#### Lượt về
| ngày 2 tháng 6 năm 2019 | Hellas Verona                                                                                           | 3–0 (TTS 3–2) | Cittadella                                 | Verona                                                                                              |  |
| 21:15 CEST (UTC+2)      | Vitale 9' · Di Carmine 12' · Zaccagni 27' · Bianchetti 48' · Di Carmine 69' · Laribi 83' · Munari 90+2' | Chi tiết      | 10' Siega · 24' 62' Parodi · 60' 78' Proia | Sân vận động: Sân vận động Marc'Antonio Bentegodi Lượng khán giả: 25.248 Trọng tài: Marco Piccinini |  |

## Play-out xuống hạng
Trận play-out ban đầu được dự kiến tổ chức giữa 2 đội xếp thứ 15 và 16 - Venezia và Salernitana. Tuy nhiên, Palermo đã bị xếp chót bảng do vi phạm về công tác quản lý Ban tổ chức thông báo hoãn trận play-out, việc này ảnh hưởng trực tiếp đến đội xếp thứ 17 là Foggia.
Ngày 23 tháng 5 năm 2019, Tòa án hành chính khu vực Lazio (Regional Administrative Tribunal (TAR)) công bố lại trận play-out, lần này là giữa Salernitana (xếp thứ 15) và Foggia (xếp thứ 16), theo thứ tự mới trong bảng xếp hạng sau khi Palermo bị đưa xuống chót bảng vì những vi phạm.
Cuối cùng, ngày 29 tháng 5 năm 2019, tòa phúc thẩm của Liên đoàn bóng đá Ý (Corte d'Appello della FIGC) đã bãi bỏ việc cho Palermo xuống hạng, thay vào đó, đội bóng này bị phạt trừ 20 điểm vào mùa sau, do đó giữ nguyên các đội phải đá play-out, khiến Foggia vẫn phải xuống hạng, và Venezia vẫn phải đá play-out. Tuy nhiên, các cầu thủ của 2 đội Foggia và Venezia đã đe dọa tẩy chay giải đấu, bất chấp trận lượt về đã trễ hơn dự kiến 25 ngày, ảnh hưởng đến giờ nghỉ, ngày lễ của các cầu thủ, gây ra sự mâu thuẫn giữa lịch thi đấu quốc tế của FIFA và Serie B, vì các trận đấu tại Serie B không thể diễn ra vào thời điểm thi đấu của đội tuyển quốc gia (3–11 tháng 6).

### Các trận đấu
Đội xếp thứ hạng cao hơn được đá trận lượt về trên sân nhà. Nếu tỷ số hòa sau 2 lượt trận, sẽ đá hiệp phụ và penalty. Đội thua phải xuống hạng
| Đội 1       | TTS                | Đội 2   | Lượt đi | Lượt về |
| ----------- | ------------------ | ------- | ------- | ------- |
| Salernitana | 1–1 (h.p.) (4–2 p) | Venezia | 2–1     | 0–1     |

#### Lượt đi
| 5 tháng 6 năm 2019 | Salernitana                                        | 2–1      | Venezia                                     | Salerno                                                                         |  |
| 20:45 CEST (UTC+2) | Đurić 14' · Jallow 25' · Orlando 65' · Odjer 90+4' | Chi tiết | 52' Lombardi · 56' Bruscagin · 90+1' Zigoni | Sân vận động: Stadio Arechi Lượng khán giả: Aleandro Di Paolo Trọng tài: 12,722 |  |

#### Lượt về
| 9 tháng 6 năm 2019                          | Venezia                                                 | 1–0 (s.h.p.) (2–4 p)                      | Salernitana  | Venice                                                                                   |  |
| 18:00 CEST (UTC+2)                          | Modolo 41' · Bocalon 42' · Schiavone 79' · Pimenta 100' | Chi tiết                                  | 45+1' Minala | Sân vận động: Stadio Pierluigi Penzo Lượng khán giả: 4,414 Trọng tài: Gianluca Aureliano |  |
|                                             |                                                         | Loạt sút luân lưu                         |              |                                                                                          |  |
| - Domizzi - Suciu - Bentivoglio - Coppolaro |                                                         | - Casasola - Calaiò - Pucino - Di Tacchio |              |                                                                                          |  |

Cuối cùng, vào ngày 12 tháng 7, Liên đoàn bóng đá Ý (FIGC) rút giấy phép chuyên nghiệp của Palermo, buộc đội bóng này phải xuống Serie D mùa sau. Theo các quy định mới được FIGC ban hành vào tháng 1 năm 2019, trận play-out xuống hạng bị coi là vô giá trị.

## Thống kê mùa giải
| Thứ hạng | Cầu thủ             | Câu lạc bộ    | Số bàn |
| -------- | ------------------- | ------------- | ------ |
| 1        | Alfredo Donnarumma  | Brescia       | 25     |
| 2        | Massimo Coda1       | Benevento     | 22     |
| 3        | Leonardo Mancuso    | Pescara       | 19     |
| 4        | Andrea La Mantia    | Lecce         | 17     |
| 5        | Gabriele Moncini3   | Cittadella    | 15     |
| 6        | Ilija Nestorovski   | Palermo       | 14     |
| 6        | Simy                | Crotone       | 14     |
| 8        | Marco Mancosu       | Lecce         | 13     |
| 9        | Giampaolo Pazzini2  | Hellas Verona | 12     |
| 9        | Ernesto Torregrossa | Brescia       | 12     |
| 9        | Valerio Verre       | Perugia       | 12     |

| Thứ hạng | Cầu thủ               | Câu lạc bộ | Số kiến tạo |
| -------- | --------------------- | ---------- | ----------- |
| 1        | Ledian Memushaj       | Pescara    | 10          |
| 1        | David Okereke         | Spezia     | 10          |
| 3        | Aleksandar Trajkovski | Palermo    | 9           |
| 4        | Jaime Báez            | Cosenza    | 8           |
| 4        | Nicolas Haas          | Palermo    | 8           |
| 4        | Ernesto Torregrossa   | Brescia    | 8           |
| 7        | Alessandro Diamanti   | Livorno    | 7           |
| 7        | Alfredo Donnarumma    | Brescia    | 7           |
| 7        | Filippo Falco         | Lecce      | 7           |
| 7        | Manuel Marras         | Pescara    | 7           |
| 7        | Luca Mora             | Spezia     | 7           |
| 7        | Nikola Ninković       | Ascoli     | 7           |

### Hat-trick
| Cầu thủ            | Câu lạc bộ    | Đối thủ       | Kết quả                                                      | Ngày                 |
| ------------------ | ------------- | ------------- | ------------------------------------------------------------ | -------------------- |
| Giampaolo Pazzini  | Hellas Verona | Carpi         | 4–1 (H) Lưu trữ ngày 11 tháng 9 năm 2020 tại Wayback Machine | 16 tháng 9 năm 2018  |
| Alfredo Donnarumma | Brescia       | Padova        | 4–1 (H) Lưu trữ ngày 11 tháng 9 năm 2020 tại Wayback Machine | 7 tháng 10 năm 2018  |
| Mattia Finotto     | Cittadella    | Venezia       | 3-2 (H) Lưu trữ ngày 11 tháng 9 năm 2020 tại Wayback Machine | 11 tháng 11 năm 2018 |
| Alfredo Donnarumma | Brescia       | Salernitana   | 3-1 (A) Lưu trữ ngày 11 tháng 9 năm 2020 tại Wayback Machine | 10 tháng 12 năm 2018 |
| Giampaolo Pazzini  | Hellas Verona | Cittadella    | 4-0 (H) Lưu trữ ngày 11 tháng 9 năm 2020 tại Wayback Machine | 27 tháng 12 năm 2018 |
| Leonardo Mancuso   | Pescara       | Salernitana   | 4-2 (A) Lưu trữ ngày 11 tháng 9 năm 2020 tại Wayback Machine | 30 tháng 12 năm 2018 |
| Alfredo Donnarumma | Brescia       | Spezia        | 4-4 (H) Lưu trữ ngày 11 tháng 9 năm 2020 tại Wayback Machine | 27 tháng 1 năm 2019  |
| Gabriele Moncini   | Cittadella    | Lecce         | 4-1 (H) Lưu trữ ngày 10 tháng 9 năm 2020 tại Wayback Machine | 23 tháng 2 năm 2019  |
| Milan Đurić        | Salernitana   | Cittadella    | 4-2 (H) Lưu trữ ngày 11 tháng 9 năm 2020 tại Wayback Machine | 13 tháng 4 năm 2019  |
| Massimo Coda       | Benevento     | Hellas Verona | 3-0 (A) Lưu trữ ngày 11 tháng 9 năm 2020 tại Wayback Machine | 22 tháng 4 năm 2019  |
| Gianmarco Zigoni   | Venezia       | Carpi         | 3-2 (A) Lưu trữ ngày 11 tháng 9 năm 2020 tại Wayback Machine | 11 tháng 5 năm 2019  |

Ghi chú
(H) – Sân nhà (A) – Sân khách

### Giữ sạch lưới
| Thứ hạng | Thủ môn            | Câu lạc bộ    | Số trận | Tuần                                  |
| -------- | ------------------ | ------------- | ------- | ------------------------------------- |
| 1        | Alberto Paleari2   | Cittadella    | 14      | 1-3, 9, 11, 13, 15, 20, 27, 32, 36-37 |
| 2        | Pietro Perina      | Cosenza       | 12      | 13, 16-18, 20, 22, 24-26, 32-34       |
| 3        | Alex Cordaz        | Crotone       | 10      | 3, 20-21, 26-28, 31, 33, 36, 38       |
| 3        | Vincenzo Fiorillo1 | Pescara       | 10      | 4, 18, 20-21, 24-25, 27, 34, 38       |
| 3        | Mauro Vigorito     | Lecce         | 10      | 5, 7, 10, 13-15, 28, 22, 30, 35       |
| 6        | Alessandro Micai   | Salernitana   | 9       | 1, 3, 6-7, 12, 17-18, 22, 26          |
| 7        | Gabriel            | Perugia       | 8       | 2, 7, 15, 18, 21, 24, 29, 36          |
| 7        | Eugenio Lamanna    | Spezia        | 8       | 9, 13, 15, 18, 22-23, 26, 37          |
| 7        | Lorenzo Montipò    | Benevento     | 8       | 14, 16-18, 22-24, 34                  |
| 7        | Marco Silvestri3   | Hellas Verona | 8       | 15, 17-18, 25, 27                     |

1. ↑  Giữa tuần 29 và 30.

Ghi chú

11 trận giữ sạch lưới ở play-off.

22 trận giữ sạch lưới ở play-off.

33 trận giữ sạch lưới ở play-off.

## Lượng khán giả
| VT | Đội                      | Tổng số   | Cao    | Thấp  | Trung bình | Thay đổi |
| -- | ------------------------ | --------- | ------ | ----- | ---------- | -------- |
| 1  | Lecce                    | 218.079   | 25.135 | 8.198 | 12.116     | +20,6%C  |
| 2  | Benevento                | 192.039   | 13.622 | 9.505 | 10.669     | −12,1%A  |
| 3  | Verona                   | 190.336   | 14.517 | 8.258 | 10.574     | −39,0%A  |
| 4  | Foggia                   | 183.913   | 12.537 | 8.836 | 10.217     | −7,6%†   |
| 5  | Palermo                  | 169.084   | 28.351 | 4.513 | 9.394      | +4,0%†   |
| 6  | Salernitana              | 153.237   | 12.979 | 5.705 | 8.513      | −2,4%†   |
| 7  | Brescia                  | 148.154   | 14.000 | 5.502 | 8.231      | +19,9%†  |
| 8  | Perugia                  | 141.516   | 9.501  | 6.883 | 7.862      | −9,3%†   |
| 9  | Padova                   | 135.782   | 9.338  | 6.405 | 7.543      | +43,2%C  |
| 10 | Cremonese                | 130.218   | 11.840 | 5.416 | 7.234      | +0,4%†   |
| 11 | Cosenza                  | 128.868   | 12.375 | 4.794 | 7.580      | +243,6%C |
| 12 | Pescara                  | 126.486   | 9.939  | 5.516 | 7.027      | −7,2%†   |
| 13 | Crotone                  | 115.610   | 10.565 | 4.879 | 6.423      | −39,3%A  |
| 14 | Ascoli                   | 109.108   | 8.416  | 4.789 | 6.062      | +12,9%†  |
| 15 | Livorno                  | 105.831   | 6.594  | 4.986 | 5.880      | +0,9%C   |
| 16 | Spezia                   | 97.856    | 6.508  | 4.845 | 5.436      | −3,6%†   |
| 17 | Cittadella               | 75.974    | 6.605  | 2.892 | 4.221      | +19,3%†  |
| 18 | Venezia                  | 64.485    | 5.630  | 2.181 | 3.583      | −14,7%†  |
| 19 | Carpi                    | 40.855    | 3.812  | 1.500 | 2.270      | +4,1%†   |
|    | Tổng số khán giả cả giải | 2.527.431 | 28.351 | 1.500 | 7.412      | +7,0%†   |

Cập nhật lần cuối vào ngày ngày 11 tháng 5 năm 2019
Nguồn: Stadia Postcards 
Ghi chú:
A Thi đấu mùa trước ở Serie A.

C Thi đấu mùa trước ở Serie C.